# Philip Kuenen
Philip Henry Kuenen (22 juillet 1902, à Dundee - 17 décembre 1976, à Leiden) est un géologue néerlandais.

## Biographie
Kuenen passe sa jeunesse en Écosse, son père Johannes Kuenen étant professeur de physique à l'University College de Dundee jusqu'en 1906. Il étudie la géologie à l'Université de Leyde, où il est l'élève de Karl Martin et de Berend George Escher. Il termine ses études en 1925 puis devient l'assistant d'Escher. Il travaille sur la paléontologie et la géologie expérimentale.
En 1929-1930, Kuenen participe à l'expédition Snellius dans les mers entourant les Îles de la Sonde des Indes néerlandaises. En 1934, il devient chargé de cours à l'Université de Groningue. Parce que le gouvernement néerlandais a décidé que la géologie ne serait pas un sujet majeur à l'Université de Groningue, Kuenen peut consacrer la plupart de son temps à la recherche. Ce n'est qu'en 1946 qu'il devient professeur titulaire. Pendant l'occupation allemande lors de la Seconde Guerre mondiale, les nazis l'en avaient empêché du fait de ses ancêtres britanniques. La même année, il devient membre de l'Académie royale néerlandaise des arts et des sciences .
Kuenen est notamment connu pour ses travaux sur la géologie marine et il publie un livre sur le sujet. Certaines de ses autres contributions à la géologie sont des calculs géochimiques sur les sédiments et le cycle de l'eau et des recherches sur les changements absolus et relatifs du niveau de la mer, l'arrondi des particules de sédiments, les failles normales dans le domaine du talus continental et en particulier les turbidites et les courants de turbidité. Il étudie de nombreux sujets géologiques et sédimentologiques à travers des expériences ainsi que dans des affleurements géologiques.
En 1970, la commission Doeglas conseille au gouvernement néerlandais d'arrêter toute recherche géologique à Groningue et de concentrer la recherche géologique dans d'autres universités. Kuenen est un grand adversaire de ce plan mais n'a pas pu l'empêcher. Après une attaque neurale en 1970, il prend sa retraite en 1972.